# Тюкалинский район
Тюкали́нский райо́н — административно-территориальная единица (район) и муниципальное образование (муниципальный район) на западе центральной части Омской области России.
Административный центр — город Тюкалинск.

## География
Площадь района — 6400 км². Основная река — Оша.

## История
Район образован Постановлением ВЦИК от 25 мая 1925 года путём преобразования Тюкалинской укрупнённой волости Тюкалинского уезда Омской губернии. Район вошёл в состав Омского округа Сибирского края. 20 декабря 1940 года 13 сельсоветов Тюкалинского района были переданы в новый Солдатский район.

## Население
| 2002    | 2009    | 2010    | 2011    | 2012    | 2013    | 2014    |
| ------- | ------- | ------- | ------- | ------- | ------- | ------- |
| 19 128  | ↗28 998 | ↘26 106 | ↘26 025 | ↘25 672 | ↘25 206 | ↘24 788 |
| 2015    | 2016    | 2017    | 2018    | 2019    | 2020    | 2021    |
| ↘24 378 | ↘23 992 | ↘23 579 | ↘23 284 | ↘22 862 | ↘22 570 | ↘20 045 |
| 2023    |         |         |         |         |         |         |
| ↘19 472 |         |         |         |         |         |         |

### Урбанизация
В городских условиях (город Тюкалинск) проживают 49,98 % населения района.

### Национальный состав
По Всероссийской переписи населения 2010 года
| Национальность  | Численность населения, чел. | Доля от населения |
| --------------- | --------------------------- | ----------------- |
| Казахи          | 719                         | 2,75              |
| Немцы           | 338                         | 1,29              |
| Русские         | 24089                       | 92,27             |
| Татары          | 91                          | 0,35              |
| Украинцы        | 165                         | 0,63              |
| Прочие нации    | 704                         | 2,70              |
| Итого по району | 26106                       | 100,00            |

## Муниципально-территориальное устройство
В Тюкалинском районе 73 населённых пункта в составе одного городского и 16 сельских поселений:
| №  | Городское и сельские поселения     | Административный центр | Количество населённых пунктов | Население | Площадь, км2 |
| -- | ---------------------------------- | ---------------------- | ----------------------------- | --------- | ------------ |
| 1  | Тюкалинское городское поселение    | город Тюкалинск        | 1                             | ↘9732     | 44,60        |
| 2  | Атрачинское сельское поселение     | село Атрачи            | 6                             | ↘928      | 433,61       |
| 3  | Бекишевское сельское поселение     | село Бекишево          | 4                             | ↘710      | 222,31       |
| 4  | Белоглазовское сельское поселение  | село Белоглазово       | 4                             | ↘403      | 328,58       |
| 5  | Валуевское сельское поселение      | село Валуевка          | 6                             | ↘468      | 592,47       |
| 6  | Кабырдакское сельское поселение    | село Кабырдак          | 6                             | ↘673      | 569,11       |
| 7  | Коршуновское сельское поселение    | село Коршуновка        | 6                             | ↘467      | 467,05       |
| 8  | Красноусовское сельское поселение  | село Красноусово       | 5                             | ↘719      | 332,19       |
| 9  | Малиновское сельское поселение     | село Малиновка         | 3                             | ↘566      | 256,70       |
| 10 | Нагибинское сельское поселение     | село Нагибино          | 5                             | ↘507      | 497,75       |
| 11 | Никольское сельское поселение      | село Никольское        | 4                             | ↘356      | 252,92       |
| 12 | Новокошкульское сельское поселение | село Новый Кошкуль     | 5                             | ↘785      | 410,47       |
| 13 | Октябрьское сельское поселение     | посёлок Октябрьский    | 1                             | ↘1065     | 122,05       |
| 14 | Сажинское сельское поселение       | село Сажино            | 3                             | ↘541      | 245,39       |
| 15 | Старосолдатское сельское поселение | село Старосолдатское   | 3                             | ↘599      | 713,72       |
| 16 | Троицкое сельское поселение        | село Троицк            | 5                             | ↘451      | 283,16       |
| 17 | Хуторское сельское поселение       | село Хутора            | 6                             | ↘502      | 617,56       |

| №  | Населённый пункт  | Тип     | Население | Муниципальное образование          |
| -- | ----------------- | ------- | --------- | ---------------------------------- |
| 1  | Атрачи            | село    | ↘684      | Атрачинское сельское поселение     |
| 2  | Баирово           | деревня | ↘76       | Коршуновское сельское поселение    |
| 3  | Бекишево          | село    | ↗552      | Бекишевское сельское поселение     |
| 4  | Белоглазово       | село    | ↘352      | Белоглазовское сельское поселение  |
| 5  | Богородск         | деревня | ↘32       | Никольское сельское поселение      |
| 6  | Большая Казанка   | деревня | ↘37       | Коршуновское сельское поселение    |
| 7  | Валуевка          | село    | ↘577      | Валуевское сельское поселение      |
| 8  | Веденино          | посёлок | 6         | Коршуновское сельское поселение    |
| 9  | Восточный         | посёлок | 146       | Белоглазовское сельское поселение  |
| 10 | Вторая Пятилетка  | деревня | 255       | Красноусовское сельское поселение  |
| 11 | Георгиевка        | деревня | ↘36       | Белоглазовское сельское поселение  |
| 12 | Глебовка          | деревня | ↘27       | Нагибинское сельское поселение     |
| 13 | Городки           | деревня | ↘34       | Кабырдакское сельское поселение    |
| 14 | Гурково           | деревня | ↘17       | Хуторское сельское поселение       |
| 15 | Гуровка           | деревня | ↘92       | Бекишевское сельское поселение     |
| 16 | Долгановка        | деревня | ↘12       | Валуевское сельское поселение      |
| 17 | Ермолино          | деревня | ↘40       | Троицкое сельское поселение        |
| 18 | Журавлевка        | посёлок | 67        | Коршуновское сельское поселение    |
| 19 | Залесная          | деревня | 57        | Малиновское сельское поселение     |
| 20 | Зотино            | деревня | ↘78       | Атрачинское сельское поселение     |
| 21 | Ивановка          | деревня | ↘76       | Валуевское сельское поселение      |
| 22 | Иваново-Сергиевка | деревня | ↘42       | Кабырдакское сельское поселение    |
| 23 | Ильинка           | деревня | ↘106      | Никольское сельское поселение      |
| 24 | Кабырдак          | село    | ↘745      | Кабырдакское сельское поселение    |
| 25 | Карбаиново        | деревня | ↘87       | Старосолдатское сельское поселение |
| 26 | Каспиль           | деревня | ↘77       | Малиновское сельское поселение     |
| 27 | Климино           | деревня | ↘138      | Красноусовское сельское поселение  |
| 28 | Колмаково         | деревня | ↘84       | Атрачинское сельское поселение     |
| 29 | Колькуль          | деревня | 14        | Хуторское сельское поселение       |
| 30 | Короли            | деревня | ↘55       | Валуевское сельское поселение      |
| 31 | Коршуновка        | село    | ↗453      | Коршуновское сельское поселение    |
| 32 | Кошкуль           | деревня | ↘86       | Новокошкульское сельское поселение |
| 33 | Красноусово       | село    | ↗581      | Красноусовское сельское поселение  |
| 34 | Красный Шар       | деревня | ↗99       | Сажинское сельское поселение       |
| 35 | Кумыра            | деревня | ↘39       | Кабырдакское сельское поселение    |
| 36 | Лаптево           | деревня | ↘49       | Атрачинское сельское поселение     |
| 37 | Лидинка           | деревня | ↘112      | Валуевское сельское поселение      |
| 38 | Луговая           | деревня | ↘84       | Хуторское сельское поселение       |
| 39 | Максимовка        | деревня | ↘272      | Бекишевское сельское поселение     |
| 40 | Малиновка         | село    | ↗619      | Малиновское сельское поселение     |
| 41 | Нагибино          | село    | ↘711      | Нагибинское сельское поселение     |
| 42 | Никольское        | село    | ↘458      | Никольское сельское поселение      |
| 43 | Новосолдатка      | деревня | ↘58       | Нагибинское сельское поселение     |
| 44 | Новый Конкуль     | деревня | ↘84       | Новокошкульское сельское поселение |
| 45 | Новый Кошкуль     | село    | 657       | Новокошкульское сельское поселение |
| 46 | Оброскино         | посёлок | 212       | Бекишевское сельское поселение     |
| 47 | Октябрьский       | посёлок | ↘1065     | Октябрьское сельское поселение     |
| 48 | Орловка           | деревня | ↘74       | Нагибинское сельское поселение     |
| 49 | Орлово-Кукушкино  | деревня | ↘90       | Троицкое сельское поселение        |
| 50 | Островная         | деревня | ↘155      | Хуторское сельское поселение       |
| 51 | Охотниково        | деревня | ↘152      | Коршуновское сельское поселение    |
| 52 | Оша               | деревня | ↘69       | Кабырдакское сельское поселение    |
| 53 | Первомайский      | посёлок | 70        | Новокошкульское сельское поселение |
| 54 | Петровка          | деревня | ↘22       | Красноусовское сельское поселение  |
| 55 | Приозерка         | деревня | ↘117      | Белоглазовское сельское поселение  |
| 56 | Савиново          | деревня | ↘20       | Старосолдатское сельское поселение |
| 57 | Сажино            | село    | ↘678      | Сажинское сельское поселение       |
| 58 | Сарыбалы          | деревня | ↗85       | Кабырдакское сельское поселение    |
| 59 | Сергеевка         | деревня | ↗53       | Троицкое сельское поселение        |
| 60 | Соколовка         | деревня | ↘172      | Хуторское сельское поселение       |
| 61 | Старосолдатское   | село    | ↘938      | Старосолдатское сельское поселение |
| 62 | Старый Конкуль    | деревня | ↘120      | Новокошкульское сельское поселение |
| 63 | Токарево          | деревня | ↘33       | Никольское сельское поселение      |
| 64 | Троицк            | село    | ↗504      | Троицкое сельское поселение        |
| 65 | Тюкалинск         | город   | ↘9732     | Тюкалинское городское поселение    |
| 66 | Федосеевка        | деревня | ↘46       | Красноусовское сельское поселение  |
| 67 | Хутора            | село    | 522       | Хуторское сельское поселение       |
| 68 | Чайкино           | деревня | ↘13       | Троицкое сельское поселение        |
| 69 | Чащино            | деревня | ↘108      | Атрачинское сельское поселение     |
| 70 | Черноусово        | деревня | ↘94       | Валуевское сельское поселение      |
| 71 | Чистое            | деревня | ↘2        | Нагибинское сельское поселение     |
| 72 | Шипачи            | деревня | ↘22       | Сажинское сельское поселение       |
| 73 | Ярославка         | деревня | ↘361      | Атрачинское сельское поселение     |

В 2008 году из учётных данных исключено 2 населённых пункта (деревня Бугровая, деревня Покровка).

## Экономика
Экономика района представлена частными предпринимателями, занимающимися в основном торговлей продуктами питания, одеждой, бытовой техникой. Есть несколько торговых центров, располагающихся как в приспособленных, так и предназначенных помещениях. Основные торговые площади расположены в центре города. В городе есть несколько пунктов общественного питания, представленные кафе. Еженедельно по воскресеньями работает муниципальный рынок, где жители района могут приобрести продукты питания (мясо, молоко, картофель) от мелких производителей. Пользуется спросом населения продукция молочно-сырного комбината «Тюкалинский».

## Транспорт
В районе существует сеть частных маршрутов по междугородним перевозкам (Тюкалинск- Омск). Общественный транспорт представлен филиалом Омского автотранспортного предприятия. Действуют как городские пассажирские маршруты, так и пригородные, сельские. Перевозки осуществляются автобусами и автомобилями марки «ГАЗель». Постепенно развиваются услуги такси, существует 2 зарегистрированные частные компании. В городе есть СТО, частные шиномонтажные пункты. На протяжении федеральной трассы Омск-Тюмень, которая проходит по территории района также существует пункт СТО в с. Малиновка. Основные заправочные станции — Газпромнефть, представлены как в с. Малиновка, так и в самом городе.

## Культура
Культура района представлена 26 библиотеками (3 — в г. Тюкалинске, 23 — в сельских поселениях), историко-краеведческим музеем в городе Тюкалинске, активно развивающимися пришкольными музеями в с. Валуевка и с. Новый Кошкуль.
Практически во всех крупных сельских поселениях есть Дома культуры, в 25 деревнях — сельские клубы. В городе также расположены крупные культурные центры: Дом культуры, кинотеатр «Сибирь», детская школа искусств, которой уже более 50 лет. В городе Тюкалинске — 3 памятника, мемориальная Доска, во многих селах также есть мемориалы, в основном воинам Великой Отечественной войны. Существует Центр русской культуры, развиваются народные коллективы.

## Достопримечательности
Памятники истории, архитектуры, археологии и монументального искусства района
- 37 памятников истории — здания, могилы, памятники; Тюкалинск
- Мемориал воинам-землякам, погибшим в годы Великой Отечественной войны 1941—1945 годы, установлен в 1979 году, село Новый Кошкуль
- Могила красногвардейских партизан М. В. Голубева и А. М. Сальникова, погибших от рук белогвардейцев в 1919 году, установлен в 1968 году, село Новый Конкуль
- Памятник В. И. Ленину, село Кабырдак
- Обелиск воинам-землякам, погибшим в годы Великой Отечественной войны 1941—1945 годы, установлен в 1978 году, село Малиновка